# 5023 Agapenor
5023 Agapenor eller 1985 TG3 är en trojansk asteroid i Jupiters lagrangepunkt L4. Den upptäcktes 11 oktober 1985 av det amerikanska astronom paret Eugene M. och Carolyn S. Shoemaker vid Palomar-observatoriet. Den är uppkallad efter Agapenor, i den grekiska mytologin.
Asteroiden har en diameter på ungefär 27 kilometer.